# Anthurium arenasense
Anthurium arenasense är en kallaväxtart som beskrevs av Thomas Bernard Croat och D.C.Bay. Anthurium arenasense ingår i släktet Anthurium och familjen kallaväxter. Inga underarter finns listade.